# 穂高郵便局
穂高郵便局（ほたかゆうびんきょく）は、長野県安曇野市穂高にある郵便局。民営化前の分類では集配普通郵便局であった。局番号は11040。

## 所在地
〒399-8399 長野県安曇野市穂高5617-1

## 沿革
- 1872年（明治5年）旧12月 - 保高郵便取扱所として開設[1]。
- 1875年（明治8年）1月1日 - 保高郵便局（五等）となる。同年5月、東穂高郵便局に改称。
- 1885年（明治18年）5月25日 - 貯金取扱を開始。
- 1891年（明治24年）12月1日 - 為替取扱を開始。
- 1897年（明治30年）1月1日 - 東穂高郵便電信局となる。
- 1903年（明治36年）4月1日 - 通信官署官制の施行に伴い東穂高郵便局となる。
- 19xx年 - 穂高郵便局に改称。
- 1958年（昭和33年）4月1日 - 有明郵便局から、国内欧文電報の受付および配達事務の取扱を移管[2]。
- 1961年（昭和36年）12月21日 - 北穂高郵便局から、電話交換業務を移管。
- 1968年（昭和43年）12月7日 - 電話交換、和文電報配達、欧文電報受付配達および国際電報受付配達業務を穂高電報電話局に移管。
- 1982年（昭和57年）6月21日 - 有明郵便局から、集配業務を移管。
- 1982年（昭和57年）7月10日 - 特定郵便局から普通郵便局に局種別改定。
- 2000年（平成12年）8月14日 - 外国通貨の両替および旅行小切手の売買に関する業務取扱を開始。
- 2001年（平成13年）11月12日 - 穂高町穂高5624-2から同5617-1に移転。
- 2006年（平成18年）10月16日 - 明科郵便局（〒399-7199）、松川郵便局（〒399-8599）、池田郵便局（〒399-8699）から集配業務を移管[3]。
- 2007年（平成19年）10月1日 - 民営化に伴い、併設された郵便事業穂高支店に一部業務を移管。
- 2012年（平成24年）10月1日 - 日本郵便株式会社発足に伴い、郵便事業穂高支店を穂高郵便局に統合。

## 取扱内容
- 郵便、印紙、ゆうパック、内容証明
- 貯金、為替、振替、振込、国際送金、国債、投資信託
- 生命保険、バイク自賠責保険、自動車保険
- ゆうちょ銀行ATM
- 「399-71xx」区域（安曇野市（旧東筑摩郡明科町域））、「399-83xx」区域（安曇野市（旧南安曇郡穂高町域））、「399-85xx」区域（北安曇郡松川村の全域）、「399-86xx」区域（北安曇郡池田町の全域）の集配業務
※なお、安曇野市の上記以外の地域（旧南安曇郡三郷村域、旧南安曇郡豊科町域、旧南安曇郡堀金村域）は豊科郵便局（安曇野市豊科）の管轄となっている。
- ゆうゆう窓口

## 風景印
- 図案は『ワサビ』・『道祖神』・『碌山美術館』・『北アルプス』
- 使用開始日は1991年（平成3年）4月5日

### 過去の風景印
- 1974年（昭和49年）8月20日 - 1982年（昭和57年）7月9日
  - 表記は『長野穂高』
  - 図案は『ワサビ』・『碌山美術館』・『北アルプス』
- 1982年（昭和57年）7月10日 - 1991年（平成3年）4月4日
  - 表記は『穂高』
  - 図案は『ワサビ』・『碌山美術館』・『北アルプス』

## 周辺
- 碌山美術館
- 安曇野市役所穂高庁舎
- 穂高消防署
- 安曇野市立穂高東中学校
- 国道147号

## アクセス
- JR大糸線 穂高駅から徒歩約8分
- 長野自動車道 安曇野ICから北西に約7km
- 駐車場あり：19台